# Salamon-szigeteki rétisas
A Salamon-szigeteki rétisas (Haliaeetus sanfordi) a madarak (Aves) osztályának a vágómadár-alakúak (Accipitriformes) rendjébe, ezen belül a vágómadárfélék (Accipitridae) családjába tartozó faj. A rétisasok nemének egyik legkevésbé ismert faja. Nagyon hasonlít a fehérhasú rétisas (Haliaeetus leucogaster) fiatal egyedeire. Korábban a fehérhasú rétisas alfajának tekintették.

## Előfordulása
Az Új-Guineától keletre elterülő Salamon-szigeteken, valamint a Buka és Bougainville nevű szigeteken őshonos.

## Megjelenése
A fiatal madarak barnás színűek, mint a felnőtt egyedek. A kifejlett állat feje fehéres, a tollak vége fekete színű, a nyaka, melle és a hasa világosbarna, a szárny pedig sötétbarna. Ez a faj a nemzetségének a legkisebbje. A hím 1,1 kilogramm, a tojó 2-4 kilogramm. Szárnyfesztávolsága 165-185 centiméter.

## Életmódja
Főként halakat zsákmányol, a szárazföldön emlősöket, galambokat eszik.

## Szaporodása
Az udvarlás júniusban és augusztusban történik. Fészkét többnyire fára építi.

## Védettsége
Fokozottan veszélyeztetett faj.